# Пампухи парові
Пампухи (пизи, пизи дріжджові, книдлі, кльоцки, кльоцкі на пару, парухи, вареники) (пол. pyzy, пол. pyzy drożdżowe, пол. pączki/bułki/kluski na parze, пол. kluski parowe/parowane, пол. parzaki, пол. parowańce, пол. parowce, пол. paruchy, пол. ruchańce, пол. ruchane kluski, пол. buchty) — у польській кухні різновид великих кльоцок  (пончиків , пиз, кнедлів) виготовлених з дріжджового тіста і приготованих на пару. Приготована кльоцка має форму кулі, плоску знизу, пружну, пухку і м'яку консистенцію .
Пизи з дріжджового тіста подають теплими . Солодкі, як пудинг: подається з сиром, фруктами, варенням або цукром, заправлений вершками або розтопленим маслом . Солоні: як добавка до тушкованого м'яса з соусами  або як самостійна страва, коли їх заправляють, наприклад, розтопленим вершковим маслом, топленими шкварками з сала або копченим беконом .
Їх можна готувати з начинкою  . Регіонально також називають пирогами або варениками .
Пизи у вигляді напівфабрикату для приготування на кухонній паровій бані можна купити в продуктових магазинах.

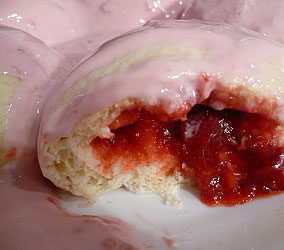
Дріжджові пизи з полуничною начинкою, заправлені фруктовим йогуртом.

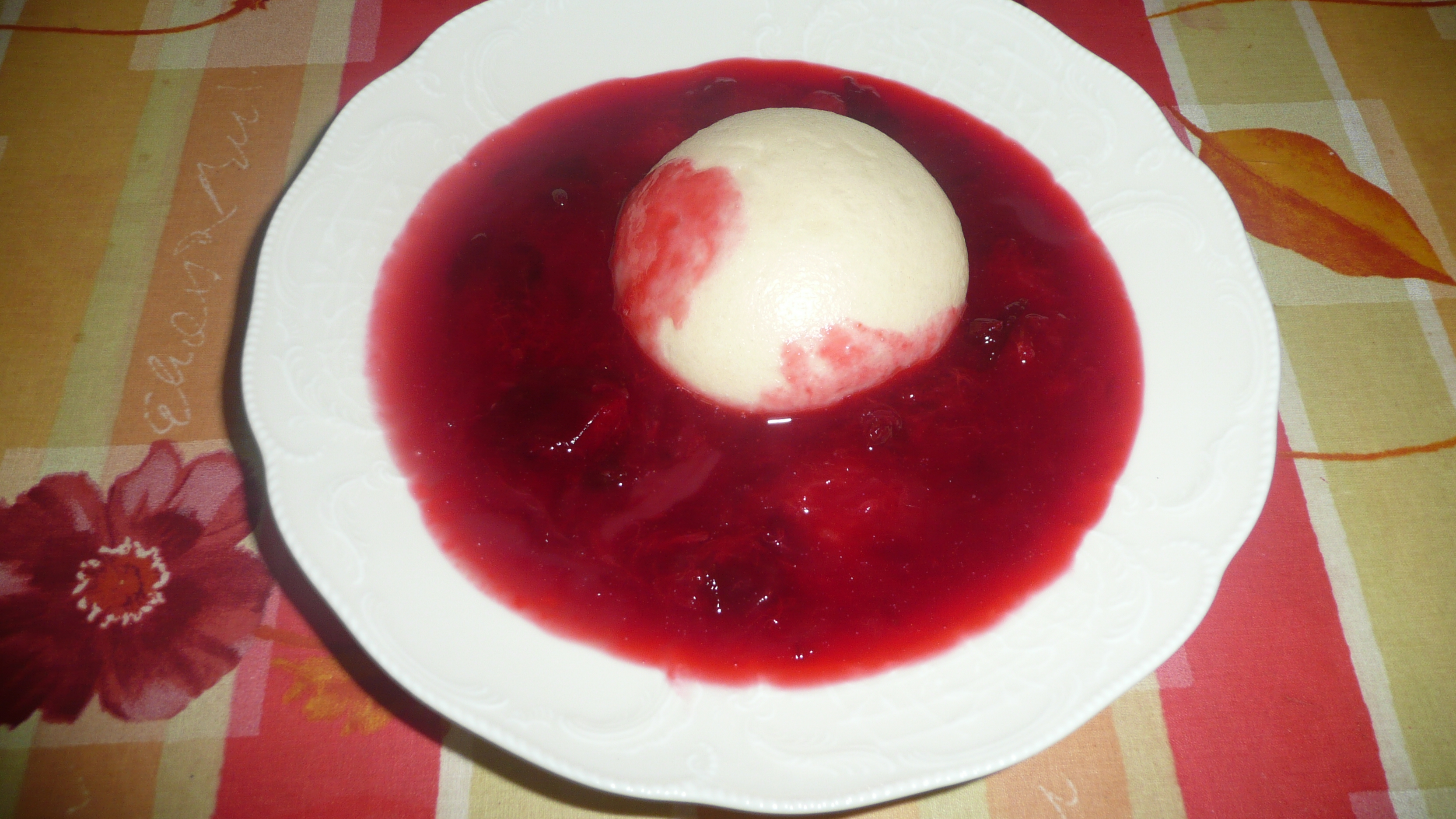
Сливовий суп подається з дріжджовою пизою

## Куяви
Куявський продукт під назвою «Bułki na parze / Pampuchy z Kujawy» перебуває в «Списку традиційних продуктів» Міністерства сільського господарства та сільського розвитку з 1 лютого 2017 року .
Раніше ця страва входила в повсякденне меню куявсько-поморської кухні як обідня або закуска . Подають із соусами, солоними також до м'яса та солодкими зі сметаною та цукром або з фруктами .

## Любельщизна
«Перелік традиційних продуктів» Міністерства сільського господарства та сільського розвитку включає:
- «Parowańce / wareniki — кльоцки на пару з бубельською бабкою» — пизи з околиць села Бубель-Гранна в гміні Янув-Подляський [15]
- «Parowańce з пшоняною крупою» — з околиць села Kąkolewnica pyzy з не дуже солодкою начинкою з пшоняної каши [11] ;
- «Parowańce бжозовицькі з капустою та грибами» — походять з околиць села Бжозовиця Мала в гміні Конколевниця pyzy з трохи солоною начинкою з лісових грибів та капусти [9] .
- «Parowańce з сиром» — пизи з околиць села Конколевниця з солодкою або солоною сирною начинкою, ароматом ванілі або м'яти [10] .
- «Parowańce скромовські з сиром» — походять з околиць села Воля Скромовська в гміні Фірлей, пизи з начинкою з сиру, яєчних жовтків і ванільного цукру [16] .
- «Parowańce жаковольскі з сочевицею» — походить з околиць села Жаковоля-Попшечна в гміні Kąkolewnica, пизи з трохи солоною начинкою з вареної меленої сочевиці з додаванням смаженої цибулі [17] .

## Великопольща
У Познані (діалект kluchy na łachu , parowce , parowaniece, kluchy z łach, kluchy na lumpie) тісто готують із закваски (дріжджі з додаванням невеликої кількості молока, борошна, цукру та солі), яке потім замішується з відповідними інгредієнтами для тіста (борошно, яйця, молоко). У замішане тісто додають розтоплений маргарин  . Каструлю з окропом обв'язують лляною ганчіркою, на яку кладуть кульки готового дріжджового тіста, накривши кришкою, варять близько 20 хвилин . Традиційно він полягав у тому, що каструлю з водою зав'язували не надто натягнутою лляною тканиною, на яку клали вареники (звідси й назва «z łacha»), і все накривали кришкою.
Типовою для Великопольщі святковою вечерею є домашня качка, запечена з яблуками та майораном, подається з дріжджовими пизами та червоною капустою .
На Каліші (пизи, ковбаси, пампухи) тісто для пизів готують із дріжджової закваски з додаванням молока, цукру та борошна, замішаної з борошна, яєць, масла та солі. Традиційно їх подають із запеченою свинячою корейкою та кисло-солодкою смаженою білокачанною капустою або фарширують фруктами з розтопленим маслом, цукром і корицею .

## Верхня Силезія
У Верхній Сілезії (діалект buchty , порівняйте «buchty» пиріг) їх зазвичай подають з чорничним (чорничним) компотом, варенням, свининою, квашеною капустою або поливають розтопленим маслом і посипають цукром.
Продукт з Опольської Сілезії під назвою «Buchty śląskie, тобто дріжджові кльоцки на пару» знаходиться в «Списку традиційних продуктів» Міністерства сільського господарства та сільського розвитку з 6 березня 2007 року .